# Rybí
Rybí är en ort i Tjeckien. Den ligger i den östra delen av landet, 270 km öster om huvudstaden Prag. Rybí ligger 318 meter över havet och antalet invånare är 1 047.
Terrängen runt Rybí är kuperad åt sydost, men åt nordväst är den platt. Runt Rybí är det ganska tätbefolkat, med 192 invånare per kvadratkilometer. Närmaste större samhälle är Valašské Meziříčí, 16,2 km sydväst om Rybí. Omgivningarna runt Rybí är en mosaik av jordbruksmark och naturlig växtlighet.